# Holovousy (okres Jičín)
Holovousy jsou obec v okrese Jičín v Královéhradeckém kraji. Žije v ní 565 obyvatel.

## Historie
První písemná zmínka o obci pochází z roku 1260.

## Obyvatelstvo
| Rok            | 1869 | 1880 | 1890 | 1900 | 1910 | 1921 | 1930 | 1950 | 1961 | 1970 | 1980 | 1991 | 2001 | 2011 | 2021 |
| -------------- | ---- | ---- | ---- | ---- | ---- | ---- | ---- | ---- | ---- | ---- | ---- | ---- | ---- | ---- | ---- |
| Počet obyvatel | 797  | 902  | 896  | 871  | 872  | 870  | 840  | 650  | 608  | 573  | 560  | 495  | 471  | 508  | 518  |
| Počet domů     | 106  | 124  | 123  | 130  | 158  | 168  | 186  | 195  | 173  | 161  | 163  | 203  | 208  | 223  | 225  |

## Obecní správa

### Části obce
- Dolní Mezihoří
- Holovousy
- Chloumky
- Chodovice

### Obecní symboly
Znak a vlajka byly obci uděleny rozhodnutím předsedy Poslanecké sněmovny Parlamentu České republiky dne 3. dubna 1996.

## Pamětihodnosti
- Zámek Holovousy – původně barokní, přestavěný počátkem 20. století Janem Vejrychem pseudogoticky a secesně.
- V Holovousech byl výzkumný ústav v zámku a teď je nový výzkumný ústav postavený za parkem.
- Zámecký park o ploše cca 1,5 hektaru s 20 druhy jehličnanů a 66 listnatých stromů. Od konce 18. století se zde pěstuje odrůda jablka holovouský malináč, který se stal inspirací pro znak a vlajku obce. V obci sídlí Výzkumný a šlechtitelský ústav ovocnářský.[7]